# Вортингтон (Пенсилванија)
Вортингтон (енгл. Worthington) град је у америчкој савезној држави Пенсилванија.

## Демографија
По попису из 2010. године број становника је 639, што је 139 (-17,9%) становника мање него 2000. године.
| Група             | 2000.       | 2010.       |
| Белци             | 770 (99,0%) | 630 (98,6%) |
| Афроамериканци    | 2 (0,3%)    | 2 (0,3%)    |
| Азијати           | 1 (0,1%)    | 1 (0,2%)    |
| Хиспаноамериканци | 2 (0,3%)    | 4 (0,6%)    |
| Укупно            | 778         | 639         |